# Gertrud Meyer-Denkmann

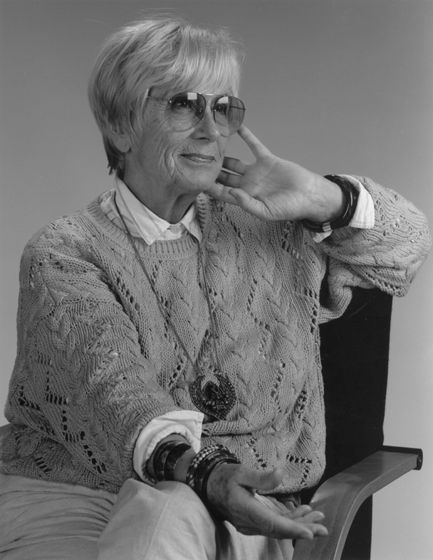
Gertrud Meyer-Denkmann 1997

Gertrud Meyer-Denkmann (* 1. März 1918 in Oldenburg; † 19. Dezember 2014 ebenda) war eine deutsche Komponistin, Pianistin, Musikwissenschaftlerin und Musikpädagogin.

## Leben

### Jugend und Ausbildung
Gertrud Meyer-Denkmann war die jüngste von vier Töchtern einer Handwerkerfamilie. Sie erhielt ab etwa 6 Jahren Klavier- und später Orgelunterricht. Mit fünfzehn Jahren legte sie das staatliche Examen für das Organistenamt ab. Organistentätigkeit an der Strafanstalt Oldenburg und in verschiedenen Kirchengemeinden, Chorleiterprüfung und staatliches Examen für Musikpädagogik schlossen sich an. Nach dem Reichsarbeitsdienst in Ostpreußen und Arbeit als Hauslehrerin in Berlin erhielt sie 1943 eine erste Anstellung als Klavierlehrerin an der Jugendmusikschule Oldenburg und begann gleichzeitig ein Klavierstudium in der Meisterklasse am Konservatorium Bremen.
Sie heiratete den Textilkaufmann Gerold Meyer und bekam einen Sohn. Sie lebte in Oldenburg.

### Beruflicher Werdegang und Tätigkeiten
An ihre Ausbildung schloss sich zunächst eine Lehrtätigkeit in Oldenburg an, in der sie bereits den üblichen Rahmen des Klavierunterrichts sprengte und mit Kindergruppen experimentell improvisierte. Anregung dafür erhielt sie durch die Begegnung mit Reinhard Pfennig, der an der Pädagogischen Hochschule Oldenburg lehrte und Strukturprinzipien der Bildenden Kunst analysierte, die Meyer-Denkmann auf die Musik übertrug.
1957 besuchte sie zum ersten Mal die Internationalen Ferienkurse in Darmstadt, wo sie die pianistischen Besonderheiten der neuen und experimentellen Musik bei Eduard Steuermann und David Tudor (New York) kennenlernte. Außerdem studierte sie bei Karlheinz Stockhausen und Maurizio Kagel Komposition und nahm über viele Jahre regelmäßig an den Internationalen Ferienkursen für neue Musik (seit 1957) und den Kölner Kursen für neue Musik teil.
Vor allem mit John Cage bestand über lange Zeit eine enge Verbindung. Sie führte viele seiner Kompositionen selbst, mit anderen Musikern und mit ihren Studenten auf, lud ihn mehrfach nach Oldenburg zu Konzerten und Workshops ein, und beschäftigte sich grundlegend mit seinem musikalischen Denken. Eine langjährige Freundschaft und Arbeitsbeziehung bestand auch mit dem Komponisten Dieter Schnebel.

### Tätigkeit als Pianistin
Meyer-Denkmann startete eine umfangreiche Konzerttätigkeit als Pianistin mit Ensembles von Karlheinz Stockhausen, Maurizio Kagel, John Cage und anderen Komponisten, beteiligte sich an Rundfunk- und Schallplattenproduktionen und spielte zahlreiche Solokonzerte, in denen sie viele Klavierwerke der neuen Musik aufführte.

### Tätigkeiten als Musikwissenschaftlerin und -pädagogin
Über viele Jahre hinweg produzierte sie regelmäßig Rundfunk- und Fernsehsendungen für Radio Bremen, für den NDR, den WDR, das ZDF u. a., sowie Zeitungsartikel mit Berichten, Rezensionen und Essays.
Ab 1971 lehrte sie zunächst an den Musikhochschulen Köln und Düsseldorf, ab 1976 an der Musikhochschule Bremen. 1975 erhielt sie ihren ersten Lehrauftrag an der Universität Oldenburg und ab 1984 auch an der Bremer Universität. An der Oldenburger Universität lehrte sie bis 2004.
Daneben hielt sie zahlreiche Kurse in der BRD, in vielen europäischen Ländern sowie in den USA und Indien.
Sie veröffentlichte ab 1970 zahlreiche Bücher zunächst überwiegend zu musikpädagogischen Themen. Mit ihren letzten Büchern ab 1996, die in Zusammenarbeit mit dem Komponisten Friedemann Schmidt-Mechau entstanden, vor allem mit Mehr als nur Töne. Aspekte des Gestischen in neuer Musik und im Musiktheater griff sie weit darüber hinaus.
An einer Sonderschule für Lernbehinderte forschte und lehrte sie in den 1980er Jahren und entwickelte Konzeptionen einer integrativen Kommunikations- und Sprachförderung, die in ihr letztes Buch Sprache Sprechen – Spielen – Lernen eingingen.

## Musikpädagogik
„Es gilt, musikalische Kategorien nicht nur hinzunehmen und zu verstehen, sondern sie auch verarbeiten zu können. Erst dann werden sie zur persönlichen Erfahrung. Dieses produktive Musizieren ermöglicht von Beginn musikalischer Unterweisung an ein Hineinwachsen in die Elemente nicht nur der traditionellen, sondern auch der neuen Musik.“

Aus dieser Erkenntnis heraus entwickelte Meyer-Denkmann bereits vor ihrer Begegnung mit neuer Musik 1957 in Darmstadt die grundlegenden Prinzipien ihrer Musikpädagogik analog zu den Arbeiten Reinhard Pfennigs zur Bildenden Kunst. Mit ihrem ersten Buch Klangexperimente und Gestaltungsversuche im Kindesalter, das überaus erfolgreich war und auch ins Holländische, Englische und Griechische übersetzt wurde, formulierte sie eine neue Musikpädagogik, die die freie, experimentierende Erforschung der klanglichen Möglichkeiten zur Grundlage nahm und dies mit musikalischen Strukturen, sowie mit instrumentalen und körpersprachlichen Bewegungs- und Ausdrucksgesten verband. Auf diese Weise konnten Kinder die Strukturen neuer Musik er-improvisieren. Gemeinsame, selbstgestaltete Musik entstand durch Zusammenwirken in der Gruppe und deren Kommunikation. Jede Form von Kindertümelei, speziell pädagogisch ambitionierter Musik oder auf reine Reproduktion gerichteten Vollzug des Musizierens lehnte sie ab. Der Einbezug technischer Möglichkeiten der Musikproduktion in das musikalische Experimentieren fand ihr besonderes Interesse.
Mit dem Buch Struktur und Praxis neuer Musik im Unterricht baute sie ihre Methode aus, vertiefte die Einsichten und Analysen und schuf damit ein breites Kompendium experimenteller und improvisatorischer Verfahren. Mit ihren Methoden prägte sie bis heute die Elementare Musikpädagogik.

## Musikwissenschaft
Ihren praktisch-pädagogischen Ansatz verarbeitete sie auch wissenschaftlich, vor allem in ihrem Buch Mehr als nur Töne. Aspekte des Gestischen in neuer Musik und im Musiktheater. Hier stützt sie sich vor allem auf die Arbeiten von Vilém Flusser, Roland Barthes, Bertolt Brecht. und Walter Benjamin. Auf dieser Grundlage entwickelte sie umfangreiche Differenzierungen des Gesten-Begriffs, in dem sie die Physis des Musizierens, das Bewegungsrepertoire am Instrument, die strukturellen Besonderheiten von Kompositionen und deren geistige Inhalte verbunden sieht.
Einen anderen Ansatz verfolgt Meyer-Denkmann einer Feststellung Adornos folgend, der formuliert: „… in der jüngsten Entwicklung fließen die Grenzen zwischen den Kunstgattungen ineinander, oder genauer: ihre Demarkationslinien verfransen sich …“ und beschäftigte sie sich gerade mit den künstlerischen Gebieten, in denen Grenzen überschritten werden, Performance, Fluxus, Musiktheater, Klanginstallation, Mixed Media, DJ-ing, interaktive Medienkunst usw.

## Auszeichnungen
- Verleihung des Dr. phil. h. c. (Universität Oldenburg) 1988.
- Großes Stadtsiegel der Stadt Oldenburg 1998
- Kulturpreis der Oldenburgischen Landschaft 2002

## Veröffentlichungen (Auswahl)
- Klangexperimente und Gestaltungsversuche im Kindesalter. Neue Wege einer musikalischen Grundausbildung. Universal Edition, Wien 1970 (auch auf Niederländisch, Englisch und Griechisch)
- Struktur und Praxis neuer Musik im Unterricht. Experiment und Methode. Universal Edition, Wien 1972
- Schulsozialarbeit mit Musik und anderen Medien. Eres, Lilienthal bei Bremen 1979
- Kassettenrekorderspiele und Tonbandproduktionen. Modelle und Projekte für den Unterricht. Bosse, Regensburg 1984
- Körper – Gesten – Klänge. Improvisation, Interpretation und Komposition neuer Musik am Klavier. Pfau, Saarbrücken 1998
- Mehr als nur Töne. Aspekte des Gestischen in neuer Musik und im Musiktheater. Pfau, Saarbrücken 2003
- Grenzübergänge zwischen Musik, Kunst und den Medien heute. Bibliotheks- und Informationssystem der Universität Oldenburg, Oldenburg 2005
- Zeitschnitte meines Lebens mit neuer Musik und Musikpädagogik 1950–2005. Wolke, Hofheim 2007
- Sprache sprechen – spielen – lernen. Eine kommunikative Sprachförderung. BIS, Oldenburg 2009

- Performance-Art – Versuch einer Orientierung. (PDF; 1,2 MB). In: Werner Pütz (Hrsg.): Musik und Körper. Die Blaue Eule, Essen 1990, S. 166–178.
- Zeitschnitte zwischen drei Kulturen: Weimar 1995. (PDF) Erinnerungen aus „Zeitschnitte“. Wolke-Verlag, Hofheim 2007

Aufsätze und Rundfunksendungen sind auf Meyer-Denkmanns Webseite zusammengestellt unter Bibliografie (siehe Weblinks).

### Vorträge
- Zur Gleichzeitigkeit verschiedener Musikkulturen im 20. Jahrhundert. (PDF) Vortrag vom Januar 2003
- Grenzübergänge zwischen Musik, den Künsten und einigen Aspekten der Wissenschaften. (PDF) Vortrag vom Mai 2003
- Aspekte des Gestischen in Kunst und Musik. (PDF) Vortrag vom November 2003
- Formen audio-visueller und interaktiver Medienkunst. (PDF; 100 kB); Vortrag vom April 2004
- Schwierigkeiten mit Neuer Musik. (PDF) Vortrag vom November 2004